# ماژور ایسیدورو
ماژور ایسیدورو (به پرتغالی: Major Izidoro) یک شهرداری در برزیل است که در آلاگواس واقع شده‌است. ماژور ایسیدورو ۴۴۸٫۸۴۹ کیلومتر مربع مساحت و ۱۹٬۸۶۴ نفر جمعیت دارد.